# Saint-Marc Girardin
Saint-Marc Girardin, egentlig François Auguste Marc Girardin (født 22. februar 1801 i Paris, død 1. april 1873 i Morsang-sur-Seine) var en fransk forfatter.
Som begavet ung liberal journalist samt fremtrædende lærer ved en højere undervisningsanstalt virkede han i oppositionel retning, til han efter Julirevolutionen fik forskellige embeder, blev deputeret, medlem af undervisningsrådet med mere og navnlig — fra 1834 og siden i omtrent 30 år — beklædte stillingen som professor i den franske digtekunsts historie ved Paris' Faculté des lettres. Tillige var Girardin i mangfoldige år, til kort før sin død, en af de fornemste medarbejdere ved Journal des Débats. Medlem af det Franske Akademi blev han 1844.
Fra perioden før 1850 er en række litterære arbejder, hvoriblandt Tableau de la marche et des progrés de la littérature française au XVI siècle (1828), ved hvilken han vandt den af Akademiet 1826 udsatte præmie, hvortil også Sainte-Beuve konkurrerede ved en udmærket bog; endvidere Notices politiques et littéraires de l'Allemagne (1834), det for pædagogikkens historie interessante L'instruction intermédiaire et de son etat dans le midi de l'Allemagne (1835—38), Cours de littérature dramatique ou de l'usage des passions dans le drame (5 bind, 1843, ny udgave 1868) og Essais de littérature et de morale (2 bind, 1845).
Under republikken og det andet kejserdømme holdt han sig omtrent tilbage fra det offentlige liv, men fra 1871 deltog han atter i det politiske røre som deputeret (højre Centrum) og som vicepræsident i Nationalforsamlingen, hvor han bidrog til at styrte Thiers. Med Journal des Débats brød han som gammel mand og skrev til sidst for Journal de Paris. Fra de sidste 25 år af hans liv er bøgerne Souvenirs de voyages et d'études (2 bind, 1852—53), Souvenirs et réflexions politiques d'un journaliste (1859), La Fontaine et les fabulistes (2 bind, 1867), La chute du second empire (1874) og Jean Jacques Rousseau, sa vie et ses ouvrages (2 bind, 1875). Som docent — og skribent — var Saint-Marc Girardin livlig og åndrig, men ikke altid helt pålidelig.